# Каре (Виченца)
Каре (итал. Carrè) је насеље у Италији у округу Виченца, региону Венето.
Према процени из 2011. у насељу је живело 3110 становника. Насеље се налази на надморској висини од 224 м.

## Становништво
| 1931. | 1936. | 1951. | 1961. | 1971. | 1981. | 1991. | 2001. | 2011. |
| ----- | ----- | ----- | ----- | ----- | ----- | ----- | ----- | ----- |
| 2.069 | 2.062 | 2.218 | 2.167 | 2.303 | 2.480 | 2.812 | 3.265 | 3.647 |